# 동국지도 (1463년)
〈동국지도〉(東國地圖)는 정척, 양성지가 만든 지도이다. 1463년(세조 9년)에 정척(鄭陟) · 양성지 (梁誠之) 등이 왕명을 받아 각 수령에게 그 지방의 위치, 산맥의 방향, 인접한 군과의 접경을 자세히 그리게 하여 만들었다. 또한 기리고거라는 측량 기구를 사용하였고 천문 관측으로 한반도의 길이를 알아냈다. 이 지도는 조선전기의 대표적이면서 과학적인 지도라고 할 수 있다.